# Bram van Velde

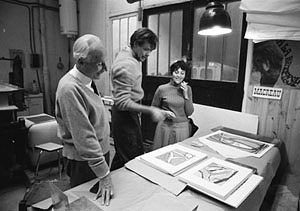
Erling Mandelmann: Bram van Velde und der Drucker Peter Bramsen (1969)

Bram van Velde (* 19. Oktober 1895 in Zoeterwoude; † 28. Dezember 1981 in Grimaud; eigentlich Abraham Gerardus van Velde) war ein niederländischer Maler.
Bram van Velde ist der ältere Bruder des Malers Geer van Velde (1898–1977).
1922 verbrachte er zwei Jahre in der deutschen Malerkolonie Worpswede.
1937 schloss er Freundschaft mit dem Schriftsteller Samuel Beckett.
Im Jahr 1964 nahm er an der documenta 3 in Kassel teil.